# Aura (Finlandia)
Aura è un comune finlandese di 3965 abitanti, situato nella regione del Varsinais-Suomi.